# Kungsängens övnings- och skjutfält
Kungsängens övnings- och skjutfält är ett militärt övnings- och skjutfält som är beläget i Kungsängen cirka 35 km nordväst om Stockholm.

## Historik
Bakgrunden till att skjutfältet anordnades var att Svea livgarde omlokaliserades från Sörentorp till Kungsängen, samt att även Järva skjutfält skulle avvecklas, därmed behövdes också ett övnings- och skjutfält till regementet. Från 2000 förvaltas skjutfältet av Livgardet.

## Geografi
Övnings- och skjutfält omfattar drygt 5.500 hektar, som är fördelat på både löv- och granskog, ängar, brukade åkrar och vatten.

## Verksamhet
Kungsängens övnings- och skjutfält kom fram till 2000 att användas av garnisonens ingående förband, då främst Livgardesbrigaden. Från 2000 bedrivs vid övnings- och skjutfältet främst övning med motoriserade skytteförband, men även övningsmoment med skarp ammunition med upp till ett skyttebataljon med understöd av granatkastare och olika pansarvärnsrobotsystem. Även utbildning och övning av förband för frivilligförsvaret samt internationell tjänst förekommer.

### Sundby gård
Vid skjutfältets sydvästra del ligger Sundby, vilket är ett utbildningsläger som i första hand används av Försvarsmaktens hundtjänstenhet (FHTE). Där hundtjänstenheten bedriver ekipageutbildning till de kontinuerligt tjänstgörande krigsförbanden.